# Gradets (distrikt i Bulgarien, Oblast Sofija)
Gradets (bulgariska: Градец) är ett distrikt i Bulgarien.   Det ligger i kommunen obsjtina Kostinbrod och regionen Sofijska oblast, i den västra delen av landet, 23 km norr om huvudstaden Sofia.
Omgivningarna runt Gradets är en mosaik av jordbruksmark och naturlig växtlighet. Runt Gradets är det ganska tätbefolkat, med 111 invånare per kvadratkilometer.